# Área metropolitana de Springfield (Illinois)
El área metropolitana de Springfield  o Área Estadística Metropolitana de Springfield, IL MSA como la denomina oficialmente la Oficina de Administración y Presupuesto, es un Área Estadística Metropolitana centrada en la ciudad de  Springfield, capital del estado estadounidense de Illinois. El área metropolitana tiene una población de 231.891 habitantes según el Censo de 2010, convirtiéndola en la 191.º área metropolitana más poblada de ese país.

## Composición
Los 2 condados del área metropolitana, junto con su población según los resultados del censo 2010:
- Menard – 12.705 habitantes
- Sangamon – 197.465 habitantes

## Principales comunidades
Ciudad con más de 100.000 habitantes
- Springfield

Comunidades con 1.000 a 10.000 habitantes
| - Athens - Auburn - Chatham - Divernon - Grandview - Jerome - Leland Grove - New Berlin | - Pawnee - Petersburg - Riverton - Rochester - Sherman - Southern View - Virden (parcialmente) - Williamsville |

| Comunidades con 500 a 1.000 habitantes - Greenview - Illiopolis - Loami - Pleasant Plains - Spaulding - Tallula - Thayer | Comunidades con menos de 500 habitantes - Berlin - Buffalo - Cantrall - Clear Lake - Curran - Dawson - Mechanicsburg - Oakford |

Lugares no incorporados
| - Andrew - Archer - Atterbury - Barclay - Bates - Bissell - Bolivia - Bradfordton - Breckenridge - Cimic - Devereux - Fancy Prairie - Farmingdale | - Glenarm - Hubly - Ildes Park Place - Lowder - New City - Old Berlin - Riddle Hill - Roby - Salisbury - Sicily - Sweet Water - Tice - Toronto |